# توبیاس رامیرز
توبیاس رامیرز با نام زمان تولد توبیاس پالاسیو (انگلیسی: Tobías Palacio؛ زادهٔ ۱۱ نوامبر ۲۰۰۶) بازیکن فوتبال اهل آرژانتین است.
وی همچنین در تیم ملی فوتبال زیر ۱۷ سال آرژانتین بازی کرده است.